# Генадий Рождественски
Генадий Николаевич Рождественски (на руски: Генна́дий Никола́евич Рожде́ственский) е руски диригент, пианист, композитор, преподавател и общественик. Герой на социалистическия труд, народен артист на СССР, лауреат на Ленинска награда, кавалер на Ордена за заслуги към Отечеството.

## Биография
Генадий Николаевич Рождественски е роден на 4 май 1931 г. в Москва в семейството на диригента Николай Аносов и оперната певица Наталия Рождественская. От най-ранна детска възраст родителите запознават момчето с музиката и го учат на нотите.
Един от най-ярките впечатления от детството му са обявяването на войната, евакуацията и след това връщането и изкопаването на пианото, на което е свирил. Собственикът на апартамента, в който семейството е живяло преди войната, е заровил инструмента в земята, за да не го вземат германците. След разкопаването пианото се оказва перфектно запазено.
След края на войната Генадий учи в Музикалното училище на Гнесин при пианистката Елена Гнесина. След това постъпва в Московската консерватория при пианиста професор Лев Оборин и едновременно с това – в класа по дирижиране на баща му Николай Аносов. Още по време на следването си в консерваторията Рождественски дирижира студентския оркестър, с който се изявява на големи сцени. На 20-годишна възраст прекарва стажа си в Болшой театър, където след тежък подбор заема поста на балетен диригент. През 1951 г. дебютира, дирижирайки балета на Пьотър Чайковски „Спящата красавица“. За 5 години работа в Болшой театър изпълнява с оркестъра 40 опери и балети. По същото време оглавява и Големия симфоничен оркестър на Всесъюзното радио и телевизия.
През 1954 г. завършва Московската държавна консерватория в Катедрата по оперно и симфонично дирижиране, а през 1957 г. защитава докторантура в същата консерватория.
Повече от половин век Рождественски ръководи руски и чуждестранни оркестри:
- 1951 – 1960 – диригент на Болшой театър
- 1978 – 1982 – диригент на Болшой театър
- 1961 – 1974 – главен диригент и артистичен директор на Болшой симфоничен оркестър на Централната телевизия и Всесъюзното радио.
- 1965 – 1970 – най-младият главен диригент на Болшой театър в неговата история
- 1974 – 1977 – артистичен директор на Кралския филхармоничен оркестър в Стокхолм
- 1974 – 1985 – Музикален ръководител на Московския камерен музикален театър под ръководството на Борис Покровски, където поставя постановки на оперите „Нос“ от Дмитрий Шостакович и „Приключенията на греблото“ от Игор Стравински.
- 1978 – 1981 – главен диригент на Симфоничния оркестър на Би Би Си
- 1980 – 1982 – ръководи Виенския симфоничен оркестър
- 1982 – 1992 – оглавява Държавния симфоничен оркестър на Министерството на културата на СССР
- 1991 – 1995 – артистичен директор на Кралския филхармоничен оркестър в Стокхолм
- През сезон 2000/01 - художествен ръководител на Болшой театър, който напуска със скандал.[5]
- 2011 г. – главен гост-диригент на Академичния симфоничен оркестър на Санкт Петербургската филхармония.
- 2012 – главен диригент на Московския държавен академичен камерен театър „Борис Покровски“.
- 1974 – 2018 преподава в катедрата за оперно и симфонично дирижиране в Московската консерватория. От 1976 г. е професор, от 2001 г. – ръководител на катедрата.

Генадий Рождественски се жени два пъти. Първата му съпруга е балерината Нина Тимофеева, но бракът им бързо се разпада. През 1969 г. се жени за 13 години по-младата популярна пианистка Виктория Постникова, която, за да се омъжи за него, напуска съпруга си – диригента и цигулар Владимир Спиваков. Семейството няма общи деца, но Рождественски осиновява сина на Виктория от първия ѝ брак Александър, който по-късно става цигулар.
Генадий Рождественски е първият съветски диригент, който е пуснат на турне в Европа. Той е поканен на официално посещение в Швеция, но правителството му забранява излизане извън граница. Вместо него заминава председателят на Министерския съвет на СССР, но на последвалия прием шведският премиер иска Рождественски да бъде пуснат да гостува в страната. След завръщането на политика в Москва диригентът получава официално правото да замине и този случай се превръща в прецедент. Така през 1970-те той пътува на турне в Стокхолм, където маестрото получава покана да ръководи Кралския шведски филхармоничен оркестър.
През 1974 г. започва третата вълна на емиграция на евреи в Израел и 7 от музикантите на оркестъра се изселват – първият флейтист Наум Зайдел, цигуларите Инна Двоскина, Марк Баранов и Юрий Белявски, виолистите Ефим Золотурски и Моник Мишнаевски и виолончелистът Рафаел Фурер. Тогава председателят на Държавната телевизия и радио Сергей Лапин вика Рождественски и иска от него да замени останалите евреи в оркестъра с руски музиканти. Той дори има списък от 42 души, които трябва да бъдат уволнени заради „нарушаване на дисциплината или грешки в изпълнението“. Диригентът отказва и след 2 дена получава от Лапин пристигнало при него анонимно писмо, в което се казва, че оркестърът не е музикален екип, а ционистки център, където Рождественски „угажда на евреите“ и „пренебрегва руските музиканти“. Маестрото подава оставка, която две седмици по-късно е подписана от Лапин. На негово място е назначен Владимир Федосеев, дългогодишен диригент на оркестър с руски народни инструменти. Скоро след това новото ръководство „изчиства“ оркестъра от лица с нежелана националност. Това става повод за напускането на най-силната част от цигулковата група на оркестъра, която включва не само евреи.
След напускането на маестрото режисьорът Борис Покровски, който подготвя операта на Шостакович „Нос“, му предлага да я поставят съвместно на сцената на Камерния оперен театър. Премиерата преминава с огромен успех и предизвиква сериозен обществен отзвук. Скоро след това Рождественски става оперен диригент на Болшой театър, работи като гост-режисьор в Симфоничния оркестър на Би Би Си, оглавява Виенския симфоничен оркестър, а по-късно създава оркестъра на Министерството на културата на СССР, ръководейки го до 1992 година. През 1983 г. Метрополитън опера кани Рождественски да открие новия сезон с операта на Чайковски „Евгений Онегин“, но съветските служители дори не смятат за необходимо да информират диригента за това.
Рождественски се превръща в един от най-авторитетните диригенти в света, обикаля с изпълненията си много страни и има невероятен репертоар от 2000 композиции. Прекарва дълги години като главен или гост-диригент на оркестри в много страни. През годините работи и с Берлинската филхармония, Кралския оркестър Консертгебау в Амстердам, симфоничните оркестри на Лондон, Чикаго, Кливланд и други ансамбли. Той е почетен диригент на Токийския симфоничен оркестър Йомиури. Рождественски е свързан и с България, тъй като дълги години е председател на журито на Конкурса за млади диригенти „Рождественски“ у нас.
През годините много композитори посвещават на маестрото свои творби – Родион Шчедрин, Алфред Шнитке, София Губайдулина и много други.
До последните си години Рождественски се появява зад диригентския пулт – понякога в Болшой театър, по-често в Камерния музикален театър, където отново е поканен като художествен ръководител. Продължава да обогатява репертоара си с необичайни проекти като „Идоменей“ на Моцарт, във версията на Рихард Щраус, или комичната опера „Трите пинти“ на Карл Мария фон Вебер, завършена от Густав Малер.
След продължително заболяване Генадий Рождественски умира на 16 юни 2018 г. в Москва. Погребението и кремацията се състоят на 19 юни, а урната с пепелта му е погребана на Введенското гробище, в гроба на майка му.

## Творчество
Една от най-ценните части от концертите на Рождественски са неговите предварителни обяснения – встъпителната реч, която съдържа анотации, обяснения и исторически справки за произведението, поднесени със задължителен процент на остроумие, понякога напрегнати, но винаги аристократични и ефективни. Дълго време единствено маестрото се старае да образова публиката музикално по време на концерти, независимо дали избира за свой предмет духовните оратории от времето на символизма, или полка на Йохан Щраус.
В Болшой театър дирижира балетите от Сергей Прокофиев – „Пепеляшка“, „Приказката за каменното цвете“ и „Ромео и Жулиета“, от Чайковски – „Лебедово езеро“, от Борис Асафиев – „Бахчисарайски фонтан“, по музика на Сергей Рахманинов – „Паганини“, от Игор Стравински – „Свещена пролет“, „Петрушка“ и „Жар-птица“, от Райнхолд Глиер – „Медният конник“ и „Червеното цвете“, от Адолф Адам – „Жизел“, от Шарл Гуно – „Валпургиева нощ“, по музика на Бела Барток – „Нощен град“, по музика на Фредерик Шопен – „Шопениана“.
В същия театър дирижира оперите „Франческа да Римини“ от Рахманинов, „Война и мир“ и „Семьон Котко“ от Прокофиев, „Борис Годунов“ от Модест Мусоргски, „Октомври“ от Вано Мурадели, „Сказание за невидимия град Китеж и девойката Феврония"от Николай Римски-Корсаков, „Дама Пика“ от Чайковски, „Кармен“ от Жорж Бизе, „Лейди Макбет от Мценска област“ от Дмитрий Шостакович.
Без Рождественски, с неговата артистична и политическа независимост, много от най-важните събития в културния живот на 20-ти век не биха се случили, като например премиерата на Първата симфония на Алфред Шнитке през 1974 г. в град Нижни Новгород, изпълнена с оркестъра на Филхармонията на града и ансамбъл „Мелодия“.
Рождественски често изпълнява и малко известна старинна музика, както и музика от ХХ век. Поради тази причина често е наричан „музикален археолог“ и за първи път изпълнява над 150 произведения, които никой друг не свири – творби на Оторино Респиги, Георг Фридрих Хендел, Феликс Менделсон Бартолди, Антонин Дворжак, Густав Малер, Антон Брукнер, Игор Стравински, Леош Яначек, Клод Дебюси, Морис Равел, Франсис Пуленк, Рихард Щраус, Албан Берг, Арнолд Шьонберг, Паул Хиндемит, Бела Барток, Оливие Месиен, Дариус Мийо, Артур Онегер, Карл Орф, Бенджамин Бритън, Александър фон Землински, Албер Русел, Анатол Виеру и други. Според маестрото призванието на театрите е да обучават публиката с репертоара си, а не да следват нейните искания.
През сезон 2004/05 Рождественски намира оптимална форма за присъствие в музикалния живот на Москва – цикъл от четири концерта, следващи един след друг в продължение на няколко седмици. Циклите на диригента са както монографични, така и многостранни. Цикълът „Те седемте“ е посветен на Прокофиев, Скрябин, Рахманинов, Стравински, Николай Мясковски, Шнитке и Шостакович, „Скандинавската триада“ – на Карл Нилсен, Едвард Григ и Ян Сибелиус. Прави цикъл и за Чайковски, както и на малко известни произведения и аранжименти на Франц Шуберт. Най-амбициозният му цикъл през последните години е „Мъгливият Албион“, посветен на малко известната британска музика от миналия век – 40 композиции от 20 английски автори, изпълнени в продължение на три сезона. Следващият и последен цикъл е „Моцарт и ...“, в който представя ранните меси на Моцарт, съчетани с най-добрите произведения на 20-ти век.
Гражданин на света, Рождественски превръща съветската музика в световно наследство. През последните години той много се занимава с британската музикална култура и внимателно я внася в постсъветското пространство. Дирижирайки много от водещите световни оркестри, изпълнява над 300 пиеси за първи път в Русия и повече от 150 – за първи път в света. Режисира световните премиери на творби на Родион Шчедрин, Сергей Слонимски, Андрей Ешпай, Борис Тишченко, Гия Канчели, Алфред Шнитке, София Губайдулина, Едисон Денисов.
Диригентът е изключително последователен – решава да запише симфониите на някои велики композитори и го прави. Записва на плочи всички симфонии на Йозеф Хайдн, Лудвиг ван Бетовен, Йоханес Брамс, Ян Сибелиус, Антон Брукнер, Густав Малер, Пьотър Чайковски, Александър Глазунов, Сергей Прокофиев и Дмитрий Шостакович. Дирижирайки различни оркестри, той записва над 700 плочи и компактдискове.
Рождественски е автор на редица творби, включително ораторията „Запазеното слово към руския народ“ за четец, солисти, хор и оркестър, по текст на Алексей Ремизов.
Автор е на 4 книги:
- 1974 – „Диригентски апликатури“
- 1975 – „Мисли за музиката“
- 1989 – „Преамбюли“ – събира обяснителните текстове, с които се изявява в своите концерти, започвайки от 1974 г.
- 2001 – „Триъгълници“ – автобиографична
- 2010 – Мозайка – автобиографична

Рождественски взима участие в три филма:
- 1976 – „Петя и вълкът“ – филм-спектакъл, в който изпълнява главната роля на диригента
- 1870 – „Композиторът Родион Шчедрин“ – документален
- 1994 – „Алфред Шнитке. Портрет с приятели“ – документален

## Педагогическа дейност
От 1974 г. Рождественски преподава с прекъсвания в Катедрата по оперно и симфонично дирижиране в Московската консерватория, от 1976 г. е професор, а от 2001 г. – ръководител на Катедрата по оперно и симфонично дирижиране.
Постоянен и най-важен аспект от педагогическата дейност на Рождественски са концертите с оркестъра и хора на Консерваторията, в които се включват студенти. Пример за това са месата h-moll от Йохан Себастиан Бах (1977) и постановката на операта „Евгений Онегин“ на Чайковски (1982). Този легендарен концерт завършва с увертюра към оперетата на Франц фон Супе „Дама Пика“, с интересен преамбюл на диригента.
Обучава цяла плеяда от талантливи диригенти, включително народните артисти на Русия Валери Полянски, Владимир Понкин, Валентин Кожин, Тимур Зангиев, Валентин Урюпин, Айрат Кашаев, Толепберген Абдрашев и много други. В по-късни интервюта Рождественски предпочита да говори само за някои свои ученици и асистенти, като специално набляга на Филип Чижевски, въпреки че го критикува за неговия „авангарден наклон“. Днес Владимир Юровски, син на диригента Михаил Юровски и асистент на маестрото, е най-прекият и очевиден наследник на най-добрите традиции на Рождественски – в съставянето на интригуващи програми, в брилянтни преамбюли, във вниманието към незаслужено забравените партитури от миналото и на най-новата музика.
Фактът, че преди година Юровски кани Генадий Рождественски и Александър Лазарев да участват в „Истории с оркестър“ и те приемат поканата му, говори за взаимното чувство за приемственост между трите диригентски поколения. Поканата към Рождественски не е случайна, тъй като този цикъл е замислен от Владимир Юровски като продължение на образователните концерти на маестрото – легендарните цикли „Брукнер и неговото време“, „Богуслав Мартину и чешката музика на 20-ти век“ и други. След години 86-годишният Рождественски за последен път намира сили да излезе на сцената именно при Юровски.

## Награди и звания
- 1959 – Заслужил артист на РСФСР за заслуги в областта на съветското изкуство[2]
- 1966 – Народен артист на РСФСР за заслуги в областта на съветското изкуство[2]
- 1967 – Орден „Червеното знаме на труда“[2]
- 1969 – Диплом на Академията на Шарл Кро в Париж за изпълнение на всички симфонии от Сергей Прокофиев[2]
- 1970 – Ленинска награда за балетната постановка „Спартак“ на Арам Хачатурян в Държавния академичен Болшой театър на СССР[10]
- 1972 – българския орден „Кирил и Методий“[2]
- 1975 – Почетен член на Шведската кралска музикална академия[2]
- 1976 – Народен артист на СССР за големи заслуги в развитието на съветското музикално и хореографско изкуство и във връзка с 200-годишнината на Държавния академичен Болшой театър[2]
- 1981 – Орден „Червеното знаме на труда“[2]
- 1984 – Почетен академик на Кралската английска музикална академия[2]
- 1990 – Герой на социалистическия труд[11]
- 1995 – Държавна награда на Руската федерация
- 1996 – Държавна награда на Руската федерация в областта на литературата и изкуството за създаването и изпълнението на юбилейния музикален фестивал „Фестивал на Алфред Шнитке“, на Трета и Четвърта симфония, Концерт за виола и оркестър, Концерт No2 за виолончело и оркестър, Кончерто Гросо No5, три духовни хо̀ра („Радвай се Богородице“, „Исус Христос“, „Отче наш“) и кантата „Историята на д-р Йохан Фауст“[12]
- 2001 – Орден За заслуги пред Отечеството, IV степен за големи зслуги в развитието на националното музикално изкуство[13]
- 2001 – Японския Орден на Изгряващото слънце със златни лъчи и лента за големия му принос за възхода и развитието на музикалната култура на Япония[14]
- 2003 – френския Орден на Почетния легион[2]

2007 – Орден За заслуги пред Отечеството, III степен за големи заслуги в развитието на националното театрално изкуство и дългогодишна творческа дейност
- 2011 – Орден „За заслуги пред Отечеството“ ІІ степен за изключителен принос в развитието на руското музикално изкуство, дългогодишна педагогическа и творческа дейност[16]
- 2014 – Орден на Британската империя като признание за работата му, в която музиката се е превърнала в мост между двете държави[17]
- 2017 – Орден „За заслуги пред Отечеството“ І степен за изключителен принос в развитието на националната култура и дългогодишна плодотворна дейност[18]